# ويلينغتون نوغويرا لوبيز
ويلينغتون نوغويرا لوبيز (بالبرتغالية: Wellington Nogueira Lopes de Avellar‏) (1 يونيو 1979 في فولتا ريدوندا في البرازيل – )؛ هو لاعب كرة قدم كان يلعب كلاعب وسط.

## وصلات خارجية
- ويلينغتون نوغويرا لوبيز على موقع رابطة كرة القدم اليابانية للمحترفين (اليابانية)
- ويلينغتون نوغويرا لوبيز على موقع قاعدة بيانات كرة القدم.إي يو (الإنجليزية)
- ويلينغتون نوغويرا لوبيز على موقع Soccerway.com (الإنجليزية)
- ويلينغتون نوغويرا لوبيز على موقع عالم كرة القدم.نت (الإنجليزية)